# Thunerseebahn
| Streckennummer (BAV): | 310                  |                                              |                                              |
| Fahrplanfeld: | 310                  |                                              |                                              |
| Streckenlänge: | 27,90 km             |                                              |                                              |
| Spurweite: | 1435 mm (Normalspur) |                                              |                                              |
| Stromsystem: | 15 kV 16,7 Hz ~      |                                              |                                              |
| Maximale Neigung: | 15 ‰                 |                                              |                                              |
| Zweigleisigkeit: | Thun–Spiez Ost       |                                              |                                              |
| |                      |                                              |                                              |
| Thun–Interlaken |                      |                                              |                                              |
| \| \| \| von Bern–Münsingen \| \| \| \| \| von Bern–Belp \| \| \| \| \| von Burgdorf \| \| \| \| 137,02 \| Thun \| 560 m ü. M. \| \| \| 137,590,06 \| km-Wechsel, Eigentumsgrenze SBB/BLS \| km-Wechsel, Eigentumsgrenze SBB/BLS \| \| \| 1,3 \| Dürrenast \| 564 m ü. M. \| \| \| 3,1 \| Gwatt (Personenverkehr bis 2001) \| 561 m ü. M. \| \| \| 4,4 \| Gwattstutz (bis 2001) \| 576 m ü. M. \| \| \| \| Kanderbrücke Einigen (88 m (li) / 86 m (re)) \| \| \| \| 5,4 \| Einigen (Personenverkehr bis 2001) \| 590 m ü. M. \| \| \| 6,7 \| Kumm (bis 2001) \| 607 m ü. M. \| \| \| 8,2 \| Spiezmoos Nord (bis 2001) \| 626 m ü. M. \| \| \| \| von Zweisimmen \| \| \| \| 9,7 \| Spiez \| 628 m ü. M. \| \| \| \| nach Brig \| \| \| \| 11,6 \| Spiez Ost \| Spiez Ost \| \| \| 11,8 \| Faulensee (Personverkehr bis 2020) \| 603 m ü. M. \| \| \| \| Krattiggraben (143 m) \| \| \| \| \| Krattighalde (341 m) \| \| \| \| 15,3 \| Krattighalde \| 560 m ü. M. \| \| \| \| Leissigbad (270 m) \| \| \| \| 16,7 \| Leissigbad (Agl) \| Leissigbad (Agl) \| \| \| 18,5 \| Leissigen (Personverkehr bis 2020) \| 570 m ü. M. \| \| \| 22,0 \| Därligen (Personverkehr bis 2020) \| 562 m ü. M. \| \| \| \| Därligen (125 m) \| \| \| \| 26,0 \| Interlaken West \| 564 m ü. M. \| \| \| \| Untere Aarebrücke Interlaken (76 m) \| \| \| \| \| Obere Aarebrücke Interlaken (83 m) \| \| \| \| 28,0 \| Interlaken Ost \| 567 m ü. M. \| \| \| \| Anschluss nach Luzern, nach Lauterbrunnen \| \| \| \| 29,5 \| Bönigen Werkstätte BLS \| 567 m ü. M. \| \| \| 29,6 \| Lütschinenbrücke \| Lütschinenbrücke \| \| \| \| Lütschine \| \| \| \| 30,2 \| Bönigen \| Bönigen \| |                      |                                              |                                              |
| Strecke |                      | von Bern–Münsingen                           | von Bern–Münsingen                           |
| Abzweig geradeaus und von rechts |                      | von Bern–Belp                                | von Bern–Belp                                |
| Abzweig geradeaus und von links |                      | von Burgdorf                                 | von Burgdorf                                 |
| Bahnhof | 137,02               | Thun                                         | 560 m ü. M.                                  |
| Kilometer-Wechsel | 137,590,06           | km-Wechsel, Eigentumsgrenze SBB/BLS          | km-Wechsel, Eigentumsgrenze SBB/BLS          |
| ehemaliger Haltepunkt / Haltestelle | 1,3                  | Dürrenast                                    | 564 m ü. M.                                  |
| Dienststation / Betriebs- oder Güterbahnhof | 3,1                  | Gwatt (Personenverkehr bis 2001)             | 561 m ü. M.                                  |
| ehemaliger Haltepunkt / Haltestelle | 4,4                  | Gwattstutz (bis 2001)                        | 576 m ü. M.                                  |
| Brücke über Wasserlauf |                      | Kanderbrücke Einigen (88 m (li) / 86 m (re)) | Kanderbrücke Einigen (88 m (li) / 86 m (re)) |
| Überleitstelle / Spurwechsel | 5,4                  | Einigen (Personenverkehr bis 2001)           | 590 m ü. M.                                  |
| ehemaliger Haltepunkt / Haltestelle | 6,7                  | Kumm (bis 2001)                              | 607 m ü. M.                                  |
| ehemaliger Haltepunkt / Haltestelle | 8,2                  | Spiezmoos Nord (bis 2001)                    | 626 m ü. M.                                  |
| Abzweig geradeaus und von rechts |                      | von Zweisimmen                               | von Zweisimmen                               |
| Bahnhof | 9,7                  | Spiez                                        | 628 m ü. M.                                  |
| Abzweig geradeaus und nach rechts |                      | nach Brig                                    | nach Brig                                    |
| Blockstelle | 11,6                 | Spiez Ost                                    | Spiez Ost                                    |
| Dienststation / Betriebs- oder Güterbahnhof | 11,8                 | Faulensee (Personverkehr bis 2020)           | 603 m ü. M.                                  |
| Tunnel |                      | Krattiggraben (143 m)                        | Krattiggraben (143 m)                        |
| Tunnel |                      | Krattighalde (341 m)                         | Krattighalde (341 m)                         |
| Dienststation / Betriebs- oder Güterbahnhof | 15,3                 | Krattighalde                                 | 560 m ü. M.                                  |
| Tunnel |                      | Leissigbad (270 m)                           | Leissigbad (270 m)                           |
| Blockstelle | 16,7                 | Leissigbad (Agl)                             | Leissigbad (Agl)                             |
| Dienststation / Betriebs- oder Güterbahnhof | 18,5                 | Leissigen (Personverkehr bis 2020)           | 570 m ü. M.                                  |
| Dienststation / Betriebs- oder Güterbahnhof | 22,0                 | Därligen (Personverkehr bis 2020)            | 562 m ü. M.                                  |
| Tunnel |                      | Därligen (125 m)                             | Därligen (125 m)                             |
| Bahnhof | 26,0                 | Interlaken West                              | 564 m ü. M.                                  |
| Brücke über Wasserlauf |                      | Untere Aarebrücke Interlaken (76 m)          | Untere Aarebrücke Interlaken (76 m)          |
| Brücke über Wasserlauf |                      | Obere Aarebrücke Interlaken (83 m)           | Obere Aarebrücke Interlaken (83 m)           |
| Bahnhof | 28,0                 | Interlaken Ost                               | 567 m ü. M.                                  |
| Strecke |                      | Anschluss nach Luzern, nach Lauterbrunnen    | Anschluss nach Luzern, nach Lauterbrunnen    |
| Betriebs-/Güterbahnhof Strecke ab hier außer Betrieb | 29,5                 | Bönigen Werkstätte BLS                       | 567 m ü. M.                                  |
| Haltepunkt / Haltestelle (Strecke außer Betrieb) | 29,6                 | Lütschinenbrücke                             | Lütschinenbrücke                             |
| Brücke über Wasserlauf (Strecke außer Betrieb) |                      | Lütschine                                    | Lütschine                                    |
| Kopfbahnhof Streckenende (Strecke außer Betrieb) | 30,2                 | Bönigen                                      | Bönigen                                      |

Die Thunerseebahn (TSB) ist eine ehemalige Eisenbahngesellschaft in der Schweiz, die von 1890 bis 1913 existierte. Thunerseebahn ist zudem die Bezeichnung für die Eisenbahnstrecke entlang dem linken Thunerseeufer von Thun über Spiez nach Interlaken.

## Geschichte

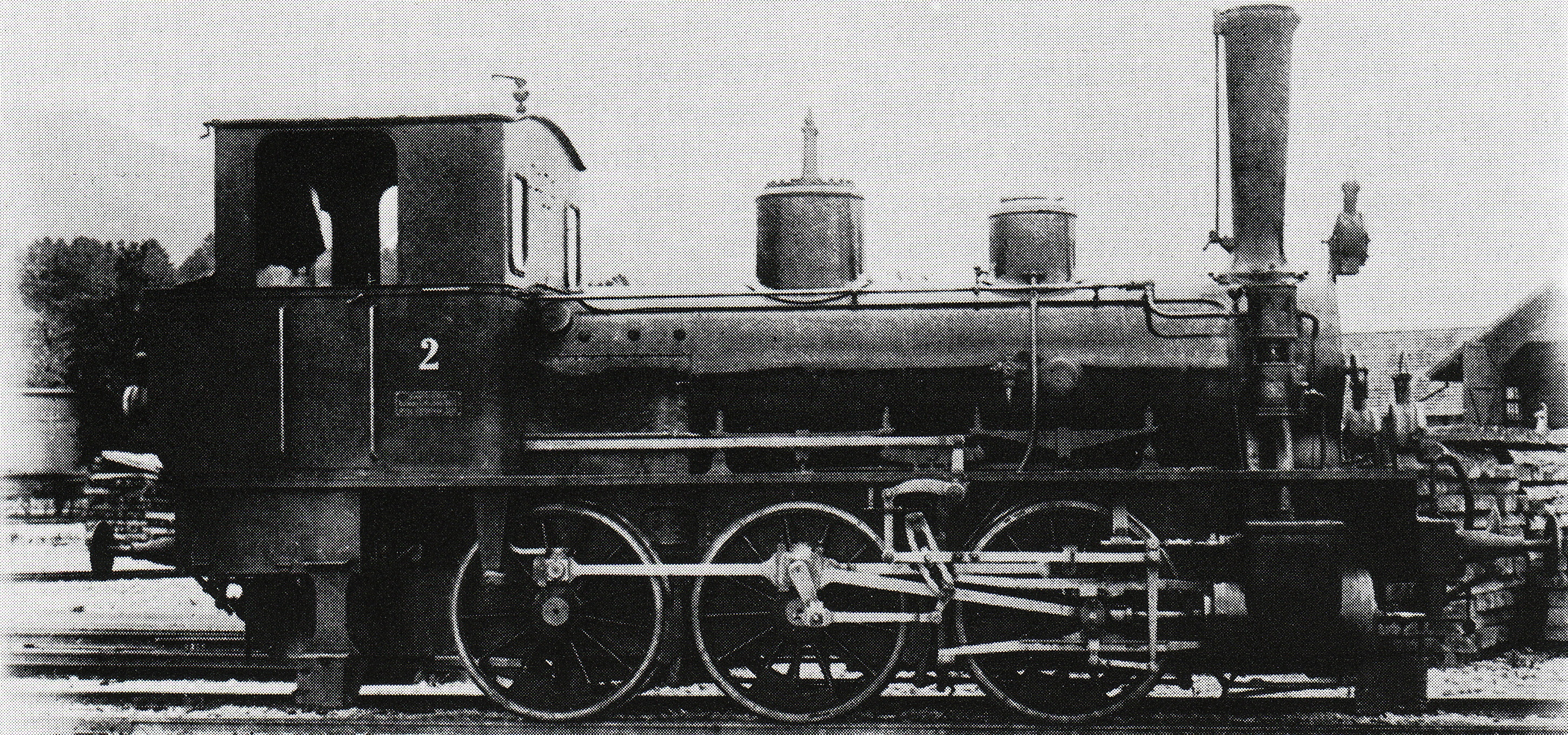
Tender-Lokomotive Ed 3/3 Nr. 2 der Thunerseebahn, gebaut 1892

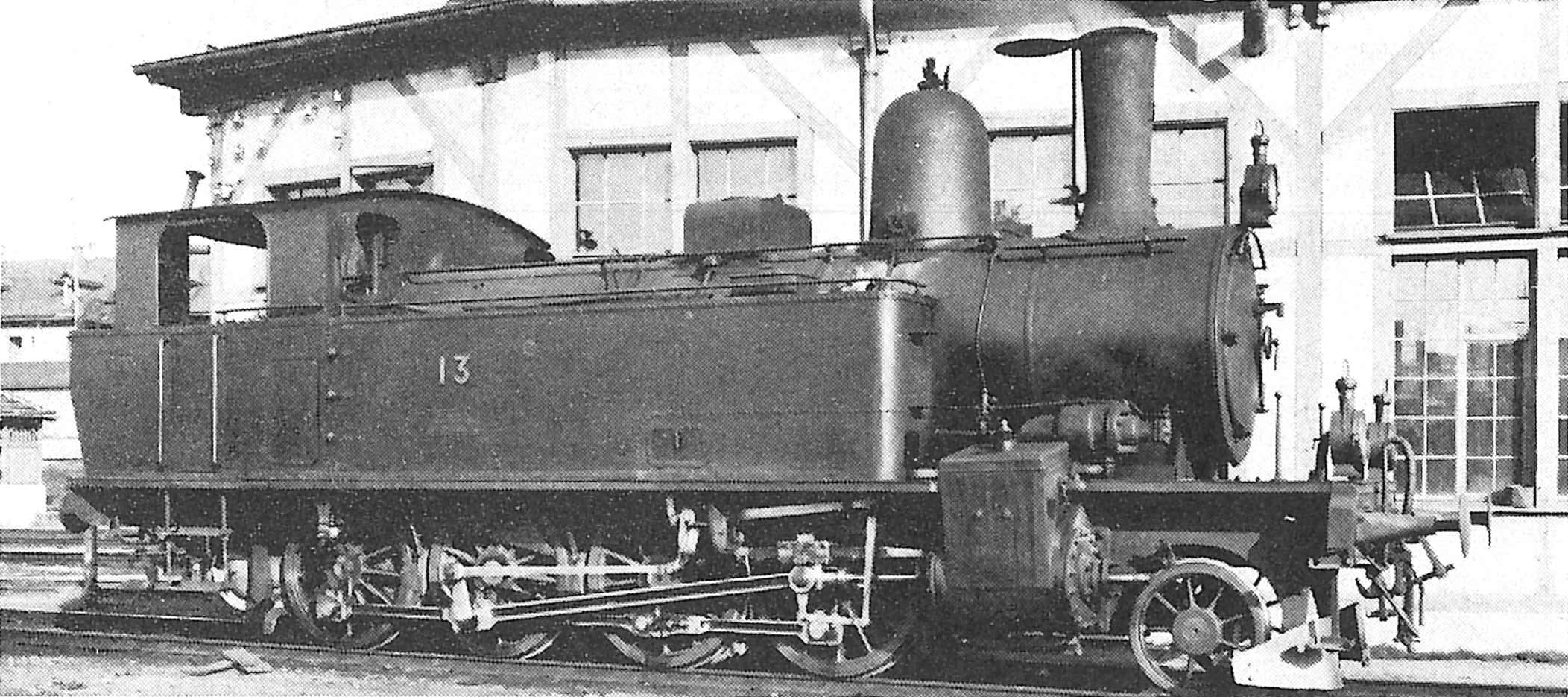
1899 und 1901 beschaffte die TSB bei der SLM in Winterthur je zwei kräftige und wirtschaftliche Vierkuppler-Dampflokomotive E4 (später Ec 4/5) 11–12 und Ec 4/5 13–14. Die Verbundlokomotiven vom Typ Consolidation konnten dank der vorderen kurvenbeweglichen Laufachse mit höherer Geschwindigkeit verkehren.

Im Jahr 1890 erhielt die Thunerseebahn eine Konzession für eine Bahnlinie von Scherzligen bei Thun über Spiez nach Därligen. Diese Strecke verband als Ersatz für die zuvor verkehrende Eisenbahnfähre den Endpunkt der Centralbahn in Thun mit dem Startpunkt der Bödelibahn nach Interlaken. Letztere war bereits 1872 eröffnet worden, allerdings zunächst im Inselbetrieb.
Am 1. Juni 1893 nahm die Gesellschaft ihren Betrieb auf und pachtete auch gleich die Fortsetzung von Därligen nach Interlaken Ost von der Bödelibahn. Per 1. Januar 1900 übernahm sie die Bödelibahn vollständig, ab nun wurden die Züge nach Bönigen auch von der TSB geführt. Unter ihrer Betriebsführung stand darauf auch die am 25. Juli 1901 eröffnete Spiez-Frutigen-Bahn, die erste Etappe der Lötschberglinie.
Die Eisenbahngesellschaft fusionierte in der Folge mit der «Dampfschiffgesellschaft für den Thuner- und Brienzersee».  Auf den 1. Januar 1913 fusionierte sie mit der Bern-Lötschberg-Simplon-Bahn und ging in dieser auf.
Auf dem Abschnitt Interlaken Ost–Bönigen der ehemaligen Bödelibahn wurde am 31. Mai 1969 der Personenverkehr eingestellt. Ein Teil der Strecke ist als Zufahrt zur Hauptwerkstätte der BLS in Bönigen erhalten geblieben.

### Unfälle auf der Strecke
Am 11. August 1952 stiess im Bahnhof Interlaken Ost wegen eines Missverständnisses eine Güterwagengruppe mit einem Personenzug zusammen. Trotz der relativ geringen Geschwindigkeit wurden vier Reisende getötet und mindestens zehn schwer verletzt, da die alten Holzwagen dem Aufprall nicht standhielten.
→ Hauptartikel: Eisenbahnunfall von Interlaken
Am 17. Mai 2006 kollidierte ein Dienstzug mit nicht funktionierenden Bremsen nach einer unkontrollierten Fahrt bei Dürrenast mit auf der Strecke stehenden Bauzugwagen. Drei Mitarbeiter auf dem Zug kamen ums Leben. Um noch grösseren Schaden zu vermeiden, wurde der entlaufene Dienstzug auf einen vor Thun stehenden Bauzug geleitet.
→ Hauptartikel: Eisenbahnunfall von Dürrenast
Am 28. April 2006 kollidierten zwei vielfachgesteuerte Lokomotiven Re 465 der BLS auf einer Rangierfahrt im Bahnhof Thun mit einem ICE 1 der Deutschen Bahn, der auf dem Weg von Interlaken nach Berlin war. Acht Menschen wurden leicht verletzt, es entstand grosser Sachschaden.
→ Abschnitt Unfälle im Artikel BLS Re 465
Am 20. Mai 2016 kollidierte ein ICE 1, der als ICE 371 von Berlin Südkreuz nach Interlaken Ost unterwegs war, zwischen Interlaken West und Interlaken Ost beim Bahnübergang Brienzstrasse mit einem österreichischen Reisebus. 17 Personen im Car wurden verletzt.